# قطعنامه ۱۳۰۰ شورای امنیت
قطعنامه ۱۳۰۰ شورای امنیت سازمان ملل متحد که در تاریخ ۳۱ مه ۲۰۰۰ تصویب شد، سندی بین‌المللی دربارهٔ بررسی وضعیت خاورمیانه است. این قطعنامه طی نشست ۴۱۴۸ام با ۱۵ رای موافق، ۰ مخالف و ۰ ممتنع تصویب شد.